# Szenvedély (film, 1969)
A Szenvedély (eredeti cím svédül: En passion) egy 1969-ben bemutatott Ingmar Bergman rendezésében készült svéd filmdráma.

## Történet
A film Andreas Winkelman (Max von Sydow) bemutatásával kezdődik, aki egymagában elzárkózva éli az érzelmileg sivár életét a válása után. Megismerkedik Annaval (Liv Ullmann), aki még nem tette magát túl a gyászon a közelmúltban elhunyt férje és fia miatt. A halálos autóbaleset következményeként a nő bottal jár. Miközben Anna Andreas telefonját használja, a férfi belehallgat a beszélgetésbe, majd Anna láthatóan zavart állapotban távozik, de táskáját a férfi lakásán felejti. Andreas megtalálja, és elolvas egy levelet, amit Anna férje írt, ami később a nő megtévesztő természetét fogja bizonyítani.
Andreas és Anna közös barátai a házaspár Elis Vergerus (Erland Josephson) és Eva (Bibi Andersson), akik szintén érzelmi zavarokkal küszködnek. Az alvászavarban szenvedő Eva úgy érzi, hogy férjének már elege van belőle. Egy éjszaka amikor Eva magányosnak és unottnak érzi magát – férje távollétében – meglátogatja Andreast. Zenét hallgatnak és bort isznak, amitől elálmosodnak és Eva végül elalszik pár órára. Miután a nő felébred szeretkeznek. Ezután elmeséli, hogy az álmatlanság néhány éve tört rá még terhessége alatt. A gyógyszer, amit kapott rá javított az állapotán, de megölte méhében a gyermekét. Elismeri, hogy így egy rövid időre meg tudta osztani érzelmeit Elivel.
Andreas meglátogatja Elist, aki megígérte neki, hogy lefényképezi. Elis rövid időre kimegy a szobából, majd Eva lép be. A beszélgetés során kiderül, hogy Eva tud róla, hogy Anna Andreashoz költözött, és figyelmezteti a férfit, hogy legyen óvatos vele. Andreas és Anna kapcsolata nem szenvedélyes, de viszonylagosan tartalmasan indul. Anna buzgónak tűnik, és úgy látszik állhatatos hitét az igazság keresésére fordítja, de később téveszméi azt a képet kezdik fokozatosan megerősíteni róla, amit Andreas olvasott a levélben. A maga részéről Andreas képtelen leküzdeni mély öngyűlöletét, kapcsolatuk során távolságtartó marad, a magány szabadságát részesíti előnyben.
Az egy szigeten játszódó film során egy ismeretlen személy fokozatosan követ el állatok elleni kegyetlenséget, felakaszt egy kutyát és brutálisan megöl egy szarvasmarhát is. Andreas egyik barátját a helyi közösség tévesen vádolja meg ezekkel a dolgokkal, össze is verik, a megalázott férfi pedig öngyilkosságot követ el. Néhány nappal a tragikus haláleset után Andreas és Anna összevesz, amely felszínre hozza erős ellenszenvüket egymás iránt. Ezután miközben Anna az ágyban fekszik otthon, Andreas két tűzoltó társaságában a lángoló istálló felé veszi az irányt. Elmondja, hogy egy ismeretlen férfi rázárta az istállót az állatokra, majd felgyújtotta azt. Így nyilvánvalóvá válik, hogy Andreas barátja ártatlanul lett bűnbaknak kikiáltva.
A tűz alatt Anna beszáll az autójába, Andreas is követi. Mialatt a tenger mellett haladnak az úton, a férfi azt kezdi magyarázni, hogy ismét teljes magányban szeretne élni, és szakításuk nem lesz nehéz, hiszen egyikük se szereti igazán a másikat. Szintén bevallja, hogy tud a nő férjének leveléről. Anna eközben folyamatosan növeli a jármű sebességét. Andreas rákérdez, hogy ugyanúgy akarja megölni őt, mint a férjét is tette, közben pedig a kormány felett dulakodnak. Végül a férfinek sikerül megállítania az autót az út szélén, majd azt mondja Annanak, hogy teljesen elment az esze. Ezután Anna elvezet miközben Andreas egyet hátra és előre lép az út szélén.

## Szereplők
| Szerep            | Színész          | Magyar hang         |
| ----------------- | ---------------- | ------------------- |
| Andreas Winkelman | Max von Sydow    | Dunai Tamás         |
| Anna Fromm        | Liv Ullmann      | Majsai-Nyilas Tünde |
| Eva Vergerus      | Bibi Andersson   | Kováts Adél         |
| Elis Vergerus     | Erland Josephson | Máté Gábor          |
| Verner            | Sigge Fürst      | Rudas István        |
| Johan Andersson   | Erik Hell        | Kárpáti Tibor       |
| Narrátor          | Ingmar Bergman   | Végvári Tamás       |

## Fordítás
- Ez a szócikk részben vagy egészben  a   The_Passion_of_Anna című angol Wikipédia-szócikk fordításán alapul.  Az eredeti cikk szerkesztőit annak laptörténete sorolja fel. Ez a jelzés csupán a megfogalmazás eredetét és a szerzői jogokat jelzi, nem szolgál a cikkben szereplő információk forrásmegjelöléseként.